# Каппа Сетки
Каппа Сетки, (κ Сетки, Kappa Reticuli, κ Reticuli , сокращ. Kappa Ret, κ Ret) — звезда в южном созвездии Сетка. Звезда имеет видимую звёздную величину +3.04m, и, согласно шкале Бортля, видна невооружённым глазом даже на внутригородском небе (англ. Inner-city sky).
Из измерений параллакса, полученных во время миссии Hipparcos, известно, что звезда удалена примерно на 70,7 св. лет (21,7 пк). Звезда наблюдается южнее 28° с. ш., то есть южнее Каира (30° с. ш.), южнее Шанхая (31° с. ш.) и южнее Остина (шт. Техас) (30° с. ш.).

## Имя звезды
Каппа Сетки — (латинизированный вариант лат. Kappa Reticuli) является обозначением Байера. У звезды также имеется обозначение данное Флемстидом — 4 Reticuli.

## Свойства двойной системы
Каппа Сетки в телескоп видна как двойная система, состоявшая из компонентов A и B. При этом компонент B отстоит от компонента A на угловое расстояние 54 ", что соответствует расстоянию 1072 а.е. (для сравнения: орбита Плутона — ~40 а.е.). Причём, если мы будем смотреть со стороны компонента A на компонент B, то увидим звезду с видимой звёздной величиной −7.33m, то есть примерно более чем в 12 раз более яркую, чем Венера в максимуме блеска. И наоборот, если мы будем смотреть со стороны компонента B на компонент A, то увидим звезду с видимой звёздной величиной −13.38m, то есть примерно в 2 раз более яркую, чем Луна в полнолуние. К сожалению, больше ничего об орбите системы Каппа Сетки неизвестно.
Вся система Каппа Сетки имеет возраст 848 млн. лет.

### Компонент A
Houk and Cowley (1978) каталогизировали первичный компонент как звезду жёлтого цвета, спектрального класса F3 IV/V, указывая на то, что это карлик класса F, который, тем не менее, показывает смешанные черты звезды, лежащей на главной последовательности и более массивной субгигантской звезды. Позднее Грей и соавт. (2006) переклассифицировали её в F3V, указывая, что это звезда главной последовательности F-типа.
Звезда излучает энергию со своей внешней атмосферы при эффективной температуре около 6796 К. Звезда имеет поверхностную гравитацию 4,31 СГС или 204,2 м/с2, то есть несколько меньше, чем на Солнце (274,0 м/с2). Звезды, имеющие планеты, имеют тенденцию иметь большую металличность и по сравнению с Солнцем, Каппа Сетки A несколько меньшую металличность: содержание железа в ней относительно водорода составляет 85 % от солнечной. Вращаясь с экваториальной скоростью 13,5 км/с (то есть со скоростью практически 6,5 больше солнечной, что объясняется, по видимому, юным возрастом звезды), Каппе Сетки A требуется порядка 4 дней, чтобы совершить полный оборот.
Для того чтобы планета, аналогичная нашей Земле, получала примерно столько же энергии, сколько она получает от Солнца, её надо было бы поместить на расстоянии 2,29 а.е. (то есть примерно туда, где в Солнечной системе находится пояс астероидов). Причём с такого расстояния Каппе Сетки A выглядела бы на 30 % меньше нашего Солнца, каким мы его видим с Земли — 0,35° (угловой диаметр нашего Солнца — 0,5°).
Также звезда излучает статистически значимое количество избыточного инфракрасного излучения, что свидетельствует о наличии остаточного диска на орбите вокруг звезды.

### Компонент B
Спектральный класс Каппе Сетки B — M1V1, и это означает, что звезда в два раза меньше нашего Солнца (0,5 {\displaystyle R_{\bigodot }}), её масса также почти в два раза меньше (0,54 {\displaystyle M_{\bigodot }}), но её яркость всего 5 % от солнечной (0,043 {\displaystyle L_{\bigodot }}), также это указывает на то, что водород в ядре звезды служит ядерным «топливом», то есть звезда находится на главной последовательности. Звезда излучает энергию со своей внешней атмосферы при эффективной температуре около 3733 К, что придаёт ей характерный оранжевый оттенок.
Для того чтобы планета, аналогичная нашей Земле, получала примерно столько же энергии, сколько она получает от Солнца, её надо было бы поместить на расстоянии 0,14 а.е. (то есть почти в три раза ближе Меркурия).

## История изучения двойственности звезды
Открывателем двойственности Каппе Сетки назван Дж. Гершель, который разрешил звёзды, но их взаимного движения, конечно, не обнаружил. Сама звезда вошла в каталоги под именем HJ 3580. Для того чтобы обнаружить взаимное движение потребовалось более 60 лет. Согласно Вашингтонскому каталогу визуально-двойных звёзд, параметры этих компонентов приведены в таблице:
| Компонент | Год  | Количество измерений | Позиционный угол | Угловое расстояние | Видимая звёздная величина 1 компонента | Видимая звёздная величина 2 компонента |
| B         | 1916 | 2                    | 125°             | 54.1               | 4.72m                                  | 10.69 m                                |
| B         | 1980 | 2                    | 127°             | 54.5               | 4.72m                                  | 10.69 m                                |

Обобщая все сведения о звезде, можно сказать, что звезды есть спутник на расстоянии 54.5 секунд дуги — Каппе Сетки B. Также измерения показывают, что звезды имеют общее собственное движение, то есть звёзды не просто находится на линии прямой видимости, а связаны друг с другом гравитационно.
Само движение Каппе Сетки, тем не менее, показывает, что звезда движется с довольно большой скоростью — +13,33 км/с относительно Солнца на северо-восток, что почти в 1,5 раза больше, чем у местных звёзд Галактического диска, а также это значит, что звезда удаляется от Солнца. Основываясь на компонентах пространственной скорости, можно полагать, что эта звезда является членом звёздного скопления Гиады, которые имеют общее движение в пространстве.

## Ближайшее окружение звезды
Следующие звёздные системы находятся на расстоянии в пределах 20 световых лет от системы Каппа Сетки (включены только: самая близкая звезда, самые яркие (<6,5m) и примечательные звёзды). Их спектральные классы приведены на фоне цвета этих классов (эти цвета взяты из названий спектральных типов и не соответствуют наблюдаемым цветам звёзд):
| Звезда             | Спектральный класс | Расстояние, св. лет |
| Глизе 1056         | K5 V               | 4.55                |
| Эпсилон Сетки      | K2 IV              | 12.90               |
| Альфа Южной Гидры  | F0 V               | 13.09               |
| Гамма Золотой Рыбы | F4 III             | 15.87               |
| Каппа Тукана       | F6 IV              | 17.69               |

Рядом со звездой, на расстоянии 20 световых лет, есть ещё порядка 10 красных и жёлтых карликов спектрального класса K и G и 1 белый карлик, которые в список не попали.